# I santi innocenti
I santi innocenti è un film del 1984 diretto da Mario Camus, tratto da un romanzo di Miguel Delibes.
Fu presentato in concorso al 37º Festival di Cannes, dove Francisco Rabal e Alfredo Landa vinsero il premio per il miglior interpretazione maschile.

## Trama
Paco (Alfredo Landa) e Régula (Terele Pávez) formano, insieme ai loro tre figli, Quirce, Nieves y Charito (la bambina con una grave invalidità), (benché nel libro esista un quarto figlio, Rogelio), una famiglia di poveri contadini, agli ordini dei padroni della casa colonica, che sopporta ogni tipo di comando e umiliazione, senza nessuna lamentela. 
Un giorno si presenta Azarías (Paco Rabal), il fratello, con problemi mentali, di Régula. Amante dell'avifauna, è stato allontanato dalla casa nella quale lavorava, perché vecchio e sudicio. Senza altro luogo dove andare, decide di unirsi alla famiglia di sua sorella, aiutando a modo suo. 
Dovranno far fronte comune alla penuria e alle vessazioni tipiche dell'epoca. Il valore della scolarizzazione appare in diversi momenti, così come la possibilità di affrancarsi da quei soprusi, da parte delle nuove generazioni.

## Riconoscimenti
- 1984 - Festival di Cannes
  - Premio per il miglior interpretazione maschile (Francisco Rabal e Alfredo Landa)
  - Premio della giuria ecumenica - Menzione Speciale